# Spartak Saint-Pétersbourg (volley-ball masculin)
Le Spartak Saint-Pétersbourg est un club russe de volley-ball basé à Saint-Pétersbourg et évoluant au plus haut niveau national (Superliga).

## Historique
- Durant la période soviétique, le club s'est appelé Avtomobilist Leningrad

## Palmarès
- National
  -  Union soviétique
    - Championnat d'URSS : 1938, 1939, 1957
    - Coupe d'URSS : 1983, 1989

  -  Russie
    - Championnat de Russie : 1992, 1993
- Européen
  - Coupe des Coupes : 1982, 1983
  - Coupe de la CEV : 1988, 1989

## Joueurs majeurs
- Oleg Sogrine  Union soviétique/ Russie (réceptionneur-attaquant, 2,05 m)
- Vyacheslav Zaytsev  Union soviétique/ Russie (passeur, 1,92 m)